# هيلين دوهامل
هيلين دوهامل (بالإنجليزية: Helen Duhamel)‏ هي سيدة أعمال أمريكية، ولدت في 26 نوفمبر 1904 في ويندسور في الولايات المتحدة، وتوفيت في 8 نوفمبر 1991 في رابيد سيتي في الولايات المتحدة.